# 八代市立東陽小学校
八代市立東陽小学校（やつしろしりつ とうようしょうがっこう）は、熊本県八代市東陽町南にある公立の小学校。
2013年（平成25年）に、八代市東陽町（旧・東陽村域）の小学校2校（河俣・種山）1分校（内ノ木場）が統合の上、開校した。なお、旧・種山小学校の校地・校舎を継承している。

## 概要
歴史
2013年（平成25年）に以下の小学校が統合の上、新設された。2023年（令和5年）に創立10周年を迎えた。
- 八代市立河俣小学校
- 八代市立種山小学校
  - 内ノ木場分校

校訓
「自主（すすんで）・剛健（たくましく）・奉仕（やさしく）」
学校教育目標
ふるさと東陽を愛し、自ら学び、心豊かにたくましく生き、夢実現に向け未来を切り拓く東陽っ子の育成
教育の基調
- 学校の主役はこどもであること
- こどもたちが行きたい・楽しい学校作り
- 基礎・基本の確実な定着向上を目指す

校章
地域の名産であるショウガと、地域のシンボルである石橋を背景にして、中央に校名の「東陽」の文字（縦書き）を配している。
校歌
作詞は森山雅彰、作曲は村崎公生による。歌詞は3番まであり、各番の歌詞中に校名の「東陽小学校」が登場する。
通学区域
八代市のうち東陽町全域。中学校区は八代市立東陽中学校。

## 沿革
- 2013年（平成25年）4月1日 - 八代市立河俣小学校、八代市立種山小学校、八代市立種山小学校内ノ木場分校が統合し創立。

## 交通アクセス
最寄りの鉄道駅
- JR九州 鹿児島本線 「有佐駅」

最寄りのバス停留所
- 九州産交バス・八代市公共交通 「種山」・「石匠館入口」停留所

最寄りの幹線道路
- 国道443号
- 熊本県道155号氷川八代線

## 周辺
- 八代市東陽学校給食センター
- 八代市役所東陽支所
- 八代市商工会東陽支所
- 八代警察署東陽警察官駐在所
- 東陽郵便局
- 東陽村石橋公園
- ジンジャーの森
- 道の駅 東陽（せせらぎ）
- 若宮神社
- 氷川と河俣川の合流地点